# Павловка (Шиловский район)
Павловка — деревня в Шиловском районе Рязанской области в составе Занино-Починковского сельского поселения.

## Географическое положение
Деревня Павловка расположена на Окско-Донской равнине в 30 км к северо-востоку от пгт Шилово. Расстояние от деревни до районного центра Шилово по автодороге — 36 км.
Со всех сторон деревня окружена большими лесными массивами. Ближайшие населенные пункты — село Наследничье, деревни Акулово и Погари.

## Население
По данным переписи населения 2010 г. в деревне Павловке постоянно проживают 4 чел.

## Происхождение названия

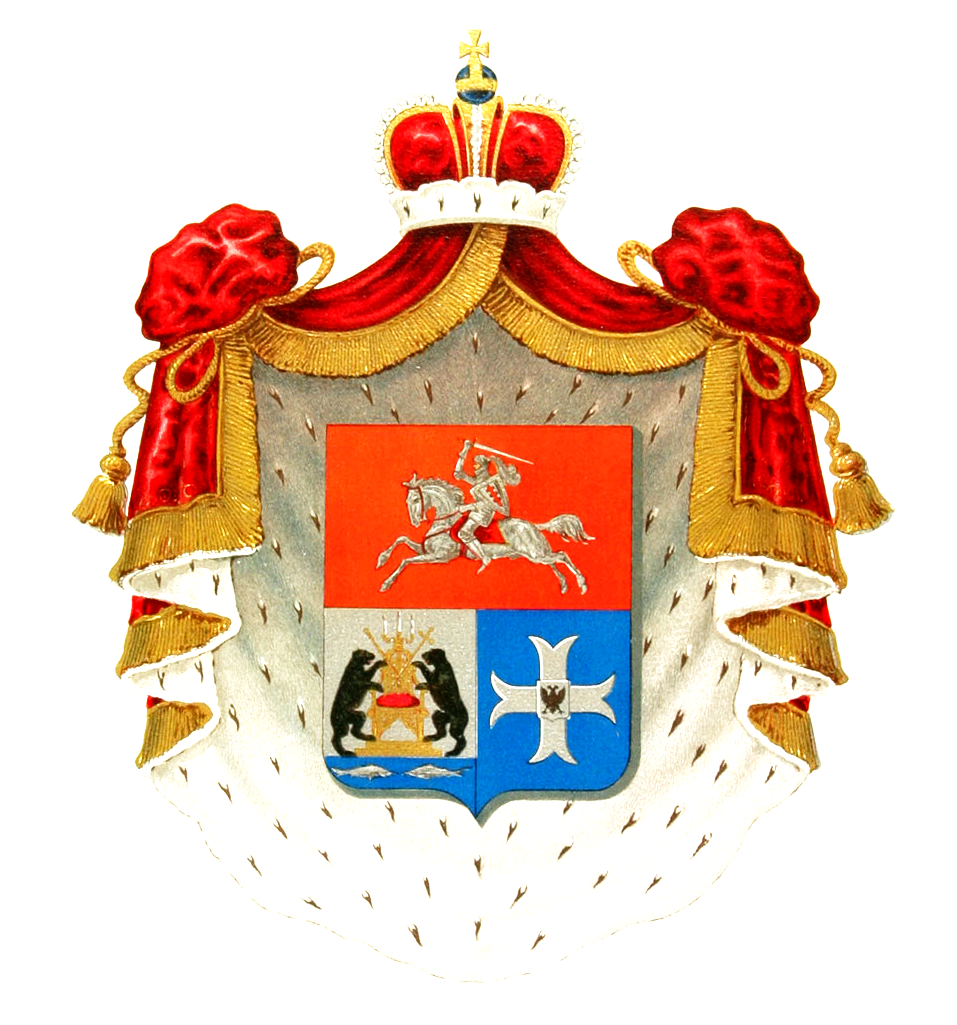
Герб рода князей Голицыных.

Деревня Павловка получила свое название по имени своего первого владельца — князя Павла Васильевича Голицына. Вплоть до начала XX в. именовалась в источниках как деревня Павлова.

## История
Деревня Павловка возникла около 1835 г. как выселки крепостных князя Василия Сергеевича Голицына (1794+1836 гг.) из деревни Акулово с целью создать наследство своему сыну, князю Павлу Васильевичу Голицыну (1822+1871 гг.).
К 1891 г., по данным И. В. Добролюбова, деревня Павловка относилась к приходу Петропавловской церкви села Наследничье и в ней насчитывалось 41 двор.

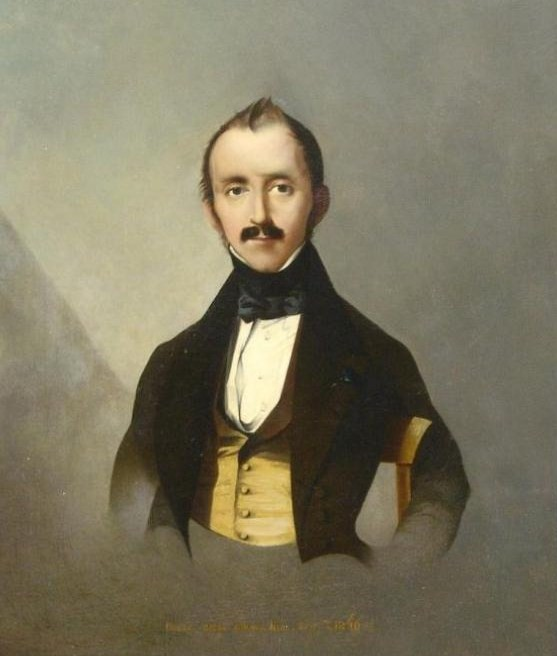
Голицын Василий Сергеевич (1794 – 1836), князь, статский советник, основатель и первый владелец деревни Павловка.

В январе 1918 г. крестьяне деревни Павловка, совместно с крестьянами села Наследничье и деревни Сергеевка, полностью разорили и сожгли имение князей Голицыных в селе Аделино, в связи с чем Совет Советов Рязанской губернии обращался со специальным воззванием к населению о бережном отношении к конфискованному у помещиков имуществу.

## Транспорт
Основные грузо- и пассажироперевозки осуществляются автомобильным транспортом: через деревню Павловку проходит автомобильная дорога регионального значения Р125: «Ряжск — Касимов — Нижний Новгород».